# Thorvald Olsen
Thorvald Matheus Olsen (ur. 30 lipca 1889 w Oslo, zm. 3 listopada 1938 tamże) – norweski zapaśnik walczący w stylu klasycznym. Olimpijczyk ze Sztokholmu 1912, gdzie odpadł w drugiej rundzie w wadze lekkiej do 67,5 kg.

## Letnie Igrzyska Olimpijskie 1912
| Konkurencja                | Runda grupowa            | Runda grupowa         | Klas. końcowa |
| Konkurencja                | Przeciwnik I             | Przeciwnik II         | Miejsce       |
| -------------------------- | ------------------------ | --------------------- | ------------- |
| styl klasyczny, waga lekka | Tatu Kolehmainen (FIN) P | Aatami Tanttu (FIN) P | druga runda   |